# 1958 en science
| Années de la science : 1955 - 1956 - 1957 - 1958 - 1959 - 1960 - 1961    |
| Décennies de la science : 1920 - 1930 - 1940 - 1950 - 1960 - 1970 - 1980 |

Cet article présente les faits marquants de l'année 1958 en science.

## Évènements
- 2 mars : l'expédition Fuchs-Hillary atteint la base antarctique Scott après avoir réalisé la première traversée de l'Antarctique en passant par le pôle Sud[1].
- 17 avril : ouverture de l’Exposition universelle de 1958 à Bruxelles[2].

- 3 août : le sous-marin nucléaire américain Nautilus réussit le passage du pôle Nord en plongée, sous la calotte glaciaire[3].
- 31 décembre : fin de l'Année géophysique internationale[4].

### Sciences physiques

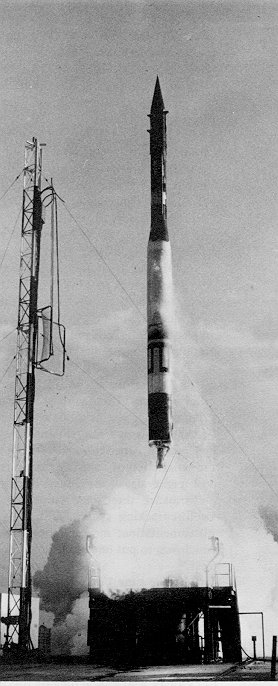
17 mars : décollage de Vanguard TV-4.

- 4 janvier : désintégration de Spoutnik 1 dans l'atmosphère[5].
- 31 janvier : le satellite américain Explorer 1 est lancé de Cap Canaveral, en Floride ; son concepteur l'ingénieur allemand Van Allen découvre la ceinture de radiation grâce aux mesures envoyées par les compteurs Geiger du satellite, données confirmées par le lancement d'Explorer 3 le 26 mars. La sonde lunaire Pioneer 3 détecte une ceinture de radiations externe[5].
- 17 mars : lancement du satellite américain Vanguard 1[6].

- 2 avril : le président Eisenhower demande au Congrès des États-Unis de créer un organisme civil pour diriger les activités spatiales non militaire. Le Congrès adopte la loi nationale sur l'aéronautique et l'espace promulguée le 29 juillet et le Conseil national sur l'aéronautique est rebaptisé NASA (National Aeronautics and Space Administration)[7].

- Avril : découverte du Nobélium (No), élément chimique de numéro atomique 102, à l'Université de Californie, Berkeley par Albert Ghiorso, Glenn T. Seaborg, John R. Walton et Torbjørn Sikkeland[8].

- 15 mai : mise en orbite du satellite Spoutnik 3[6]. Le vaisseau de 1 327 kg comprend des instruments de mesure des radiations cosmiques et solaires, des champs électriques dans l’espace proche de la Terre, du champ magnétique terrestre ainsi que de la densité et la structure de l’ionosphère[9].

- 17 juillet : mise en service du grand télescope de l'Observatoire de Haute-Provence, alors le plus grand d'Europe[10].

- 12 août : mise en service à Saclay de l’accélérateur de particules Saturne[11].

- 1er octobre : création de la NASA (National Aeronautics and Space Administration)[6].
- 11 octobre : lancement de la sonde spatiale Pioneer 1 à 114 000 km[6].

- 13 décembre : lancement à Cap Canaveral d'une fusée américaine Jupiter, ayant à son bord un singe écureuil qui est placée sur orbite[12].
- 18 décembre : lancement du satellite Score, premier satellite expérimental de télécommunications américain. Le 19 décembre, pour la première fois, une voix humaine (un message d’Eisenhower) est émise de l’espace[13].

### Sciences de la vie
- 5 juillet : le biologiste bitannique John Gurdon publie un article dans Nature qui annonce la première expérience de transfert nucléaire de cellules somatiques dans des ovocytes de grenouille qu'il a réalisé[14].
- 15 juillet : dans un article publié dans les Proceedings of the National Academy of Sciences, les généticiens américains Matthew Stanley Meselson et Franklin W. Stahl prouvent que la réplication de l'ADN est semi conservative dans l'expérience de Meselson et Stahl[15].

- Août : le biologiste et écologiste américain Carl Barton Huffaker (en) publie les résultats de son expérience de prédation (en)[16] en laboratoire sur les cycles proies-prédateurs chez les acariens et observe des oscillations périodiques dans un système non homogène[17].
- 27 septembre : les biologistes bitanniques Anne McLaren et John Biggers publient dans Nature leur expérience réussie de la fécondation in vitro d'une souris[18].
- 11-20 novembre : l’équipe du docteur Georges Mathé réussit une greffe de la moelle osseuse sur cinq scientifiques yougoslaves contaminés accidentellement par des radiations à Vinča le 15 octobre[19].

- Le biologiste bitannique Francis Crick énonce le « dogme central de la biologie moléculaire »[20].
- Le professeur d'immuno-hématologie français Jean Dausset décrit le complexe majeur d'histocompatibilité chez l'humain, le système HLA (système génétique des groupes tissulaires) pour lequel il obtient le prix Nobel de physiologie ou médecine en 1980[21].
- Le chimiste suisse Albert Hofmann des Laboratoires Sandoz isole la psilocybine, principe actif de certains champignons hallucinogènes[22].

- Charles David Keeling commence ses mesures de la concentration atmosphérique en CO2 au Mauna Loa à Hawaii[23].
- Création à Grenoble du Laboratoire de l'Aiguille du Midi, futur Laboratoire de glaciologie et géophysique de l'environnementdirigé par le glaciologue français Louis Lliboutry[24].

### Technologie
- 7 février : lancement de l’Agence de Projets de Recherche Avancée (ARPA) par le ministère américain de la Défense[25].
- 14 février : première démonstration d’une voiture autoguidée au Centre technique de General Motors à Warren aux États-Unis[26].

- 16 mars[27] : lancement du premier disque stéréophonique, Johnny Puleo and his Harmonica Gang par Audio Fidelity Records[28].

- Mars : le Canadian Asdic Search Towed model 1X, premier sonar à profondeur variable (RCN), procédé qui permet de descendre les sonars dans l'eau plutôt que de les fixer à la coque des navires, est testé par la Marine royale canadienne[29].

- 27 mai-2 juin : conférence de Zurich sur le langage algorithmique. Les européens et les américains lancent le principe d'un langage de programmation standard universel, l'ALGOL 58[30].

- 30 juillet : les physiciens américain Charles Townes et Arthur Leonard Schawlow des Laboratoires Bell déposent un brevet pour le maser, inventé en 1953[31].

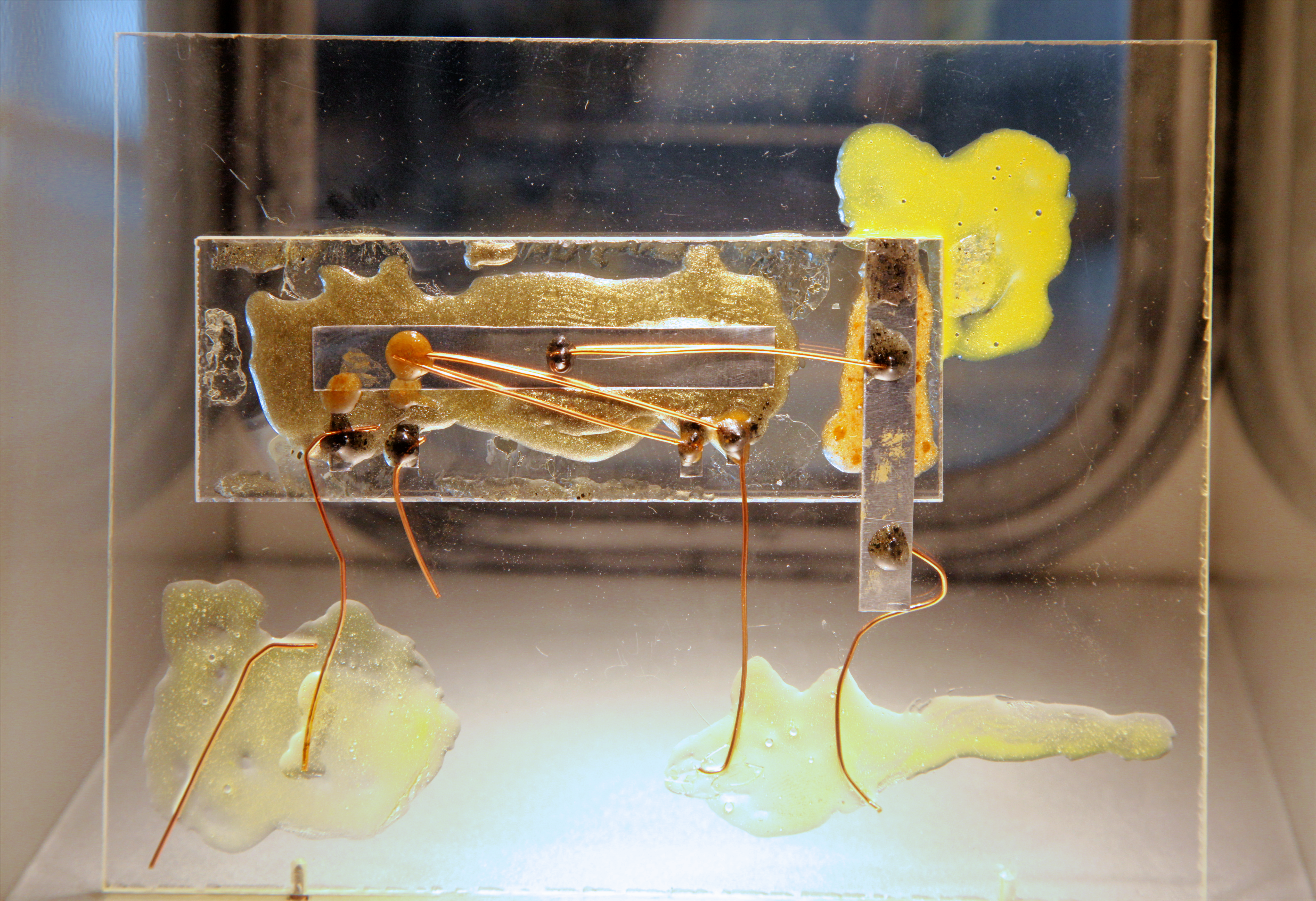
Réplique du premier circuit intégré de Jack Kilby.

- 12 septembre : Jack Kilby de la Texas Instruments fait la démonstration du premier circuit intégré[32].

- John McCarthy du MIT invente le langages de programmation Lisp[33].

## Publications
- Maria Montessori : De l’enfant à l’adolescent.

## Prix
- Prix Nobel
  - Physique : Pavel Tcherenkov (Павел Черенков), Ilja Frank (Илья Франк), Igor Tamm (Игорь Тамм) (voir effet Tcherenkov).
  - Chimie : Frederick Sanger (britannique) (structure de l’insuline).
  - Physiologie ou médecine : George Wells Beadle, Edward Lawrie Tatum, Joshua Lederberg (Américains) pour leurs travaux en génétique.

- Prix Lasker
  - Prix Albert-Lasker pour la recherche médicale fondamentale : Peyton Rous, Theodore Puck, Alfred Hershey, Gerhard Schramm (de), Heinz Fraenkel-Conrat, Irvine Page
  - Prix Albert-Lasker pour la recherche médicale clinique : Robert Wallace Wilkins

- Médailles de la Royal Society
  - Médaille Copley : John Edensor Littlewood
  - Médaille Darwin : Gavin de Beer
  - Médaille Davy : Ronald George Wreyford Norrish
  - Médaille Hughes : Edward Andrade
  - Médaille royale : Alan Lloyd Hodgkin, Harrie Massey
  - Médaille Rumford : Thomas Ralph Merton
  - Médaille Sylvester : Max Newman

- Médailles de la Geological Society of London
  - Médaille Lyell : Helen Marguerite Muir-Wood
  - Médaille Murchison : Robert George Spencer Hudson
  - Médaille Wollaston : Pentti Eelis Eskola

- Prix Jules-Janssen (astronomie) : Pol Swings
- Médaille Bruce (Astronomie) : William Wilson Morgan
- Médaille Linnéenne : Sir Gavin de Beer et William Bertram Turrill
- Médaille d'or du CNRS : Gaston Ramon

## Naissances
- 18 janvier :

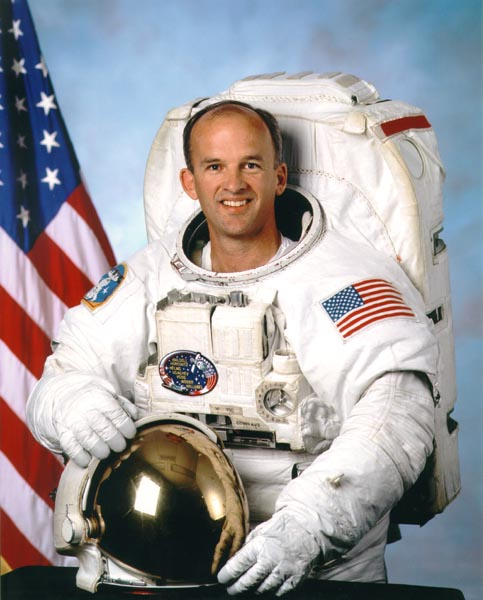
Jeffrey Williams

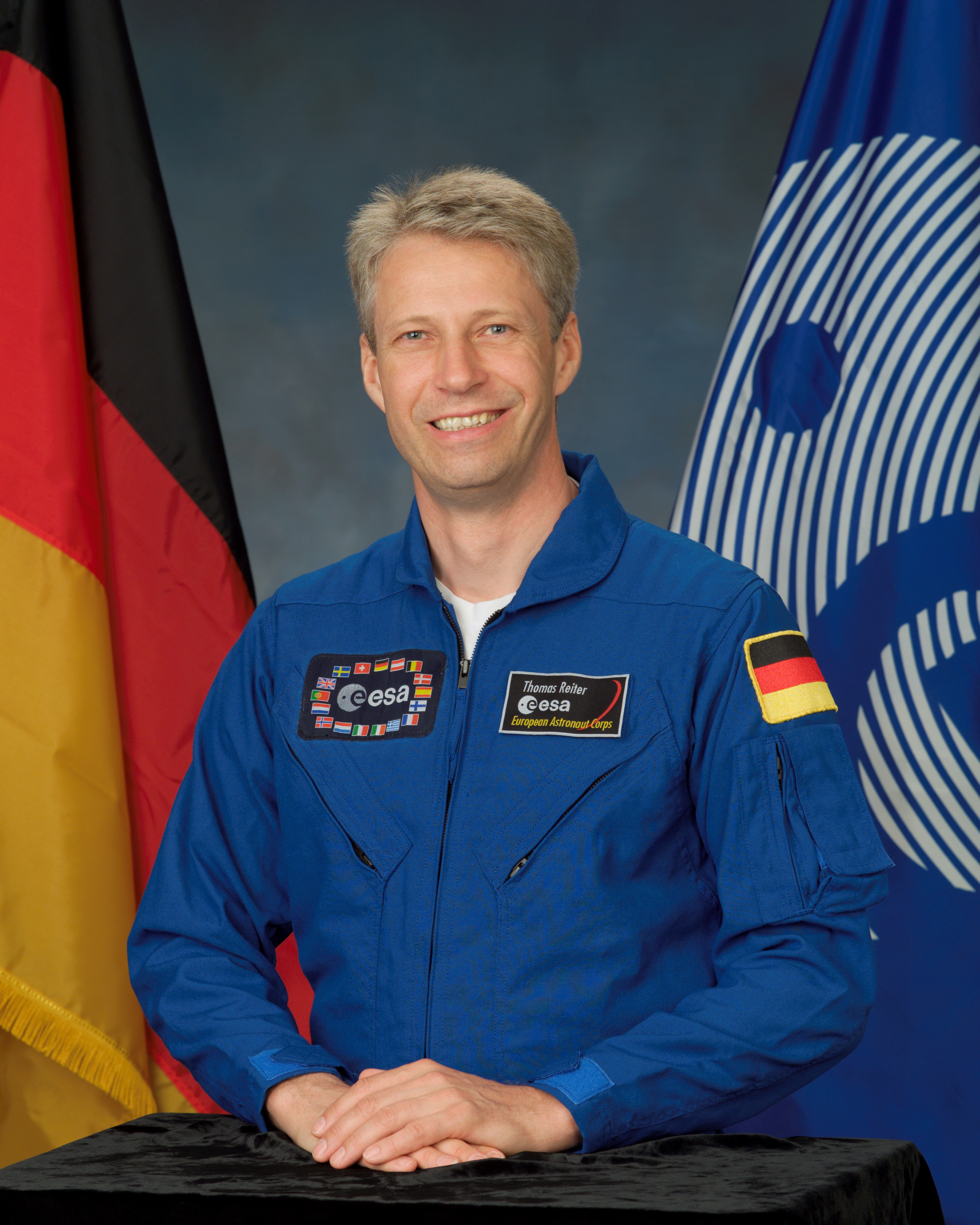
Thomas Reiter

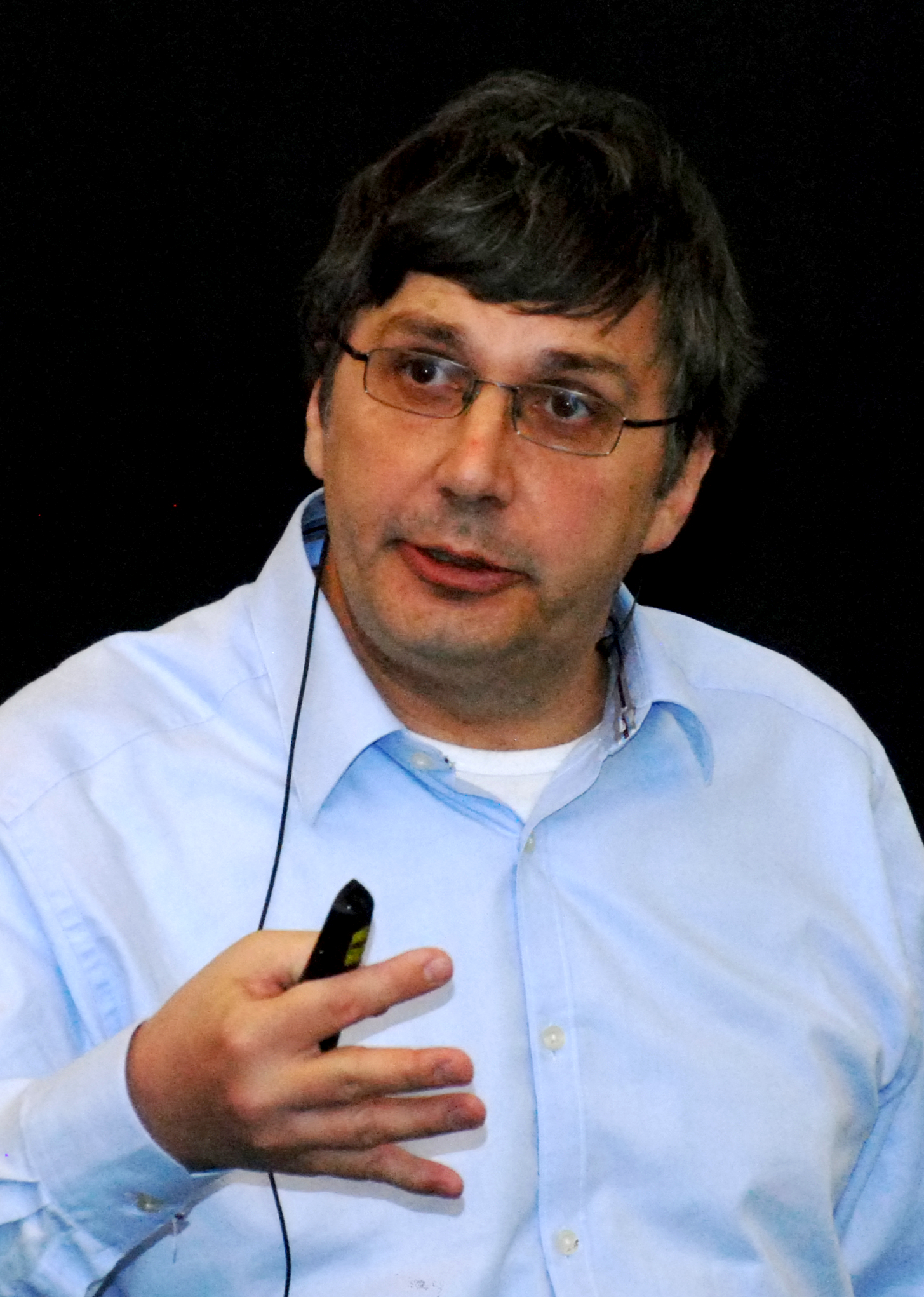
Andre Geim

  - Simon Peyton Jones, informaticien britannique.
  - Jeffrey Williams, astronaute américain.
- 22 janvier : Neil Faulkner, archéologue britannique.
- 26 janvier : Philippe Gillet, géologue et haut fonctionnaire français.
- 3 février : Joe F. Edwards, Jr., astronaute américain.
- 7 février : Michael Braungart, chimiste allemand.
- 15 février : Bruno Granier, professeur de paléontologie et de géologie français.
- 26 février : Susan J. Helms, astronaute américaine.

- 1er mars : Bertrand Piccard, psychiatre et aéronaute suisse.
- 7 mars :
  - Harry Glicken (mort en 1991), volcanologue américain.
  - Alan Hale, astronome américain.
- 9 mars : Claudine Montgelard, biologiste française.
- 21 mars :
  - Michel Bauwens, informaticien belge.
  - Russ Nelson, informaticien américain.

- 1er avril : Etienne Klein, physicien et philosophe français.
- 17 avril : Sergueï Vozovikov (en) (mort en 1993), aspirant cosmonaute soviétique.
- 24 avril : Luis Chero Zurita, archéologue péruvien.
- 29 avril : Ann Nelson (morte en 2019), physicienne américaine.
- 10 mai : Ellen Ochoa, astronaute américaine.
- 23 mai : Thomas Reiter, spationaute allemand.
- 30 mai : Miguel López-Alegría, astronaute hispano-américain.

- 1er juin : Hiroshi Mori, astronome japonais.
- 14 juin : Jean Chausserie-Laprée, archéologue français.
- 21 juin : Guennadi Padalka, cosmonaute soviétique.

- 17 août : Sergueï Krikaliov, cosmonaute soviétique.
- 18 août : Sergueï Trechtchiov, cosmonaute soviétique.

- 5 septembre : Martin Odersky, informaticien allemand.
- 14 septembre : John Herrington, astronaute américain.
- 19 septembre : Korado Korlević, astronome et physicien croate.
- 29 septembre : Mark Overmars, programmeur néerlandais.

- 1er octobre : Andre Geim, physicien russo-néerlandais, prix Nobel de physique en 2010.
- 5 octobre :
  - Brent W. Jett, astronaute américain.
  - André Kuipers, spationaute néerlandais.
- 10 octobre : John M. Grunsfeld, astronaute américain.
- 16 octobre : Mike Muuss (mort en 2000), informaticien américain.
- 19 novembre : Jean-François Clervoy, spationaute français.

- 8 décembre : Gary King, statisticien américain.
- 22 décembre : Stefano Sposetti, astronome italien.
- 29 décembre : Nancy J. Currie, astronaute américaine.

- Hiroshi Abe, astronome japonais.
- Marc William Buie, astronome américain.
- Marco Cavagna (mort en 2005), astronome amateur italien.
- David Jewitt, astronome britannique.
- Alain Maury, astronome français.
- Roberta L. Shaw, égyptologue canadienne.

## Décès

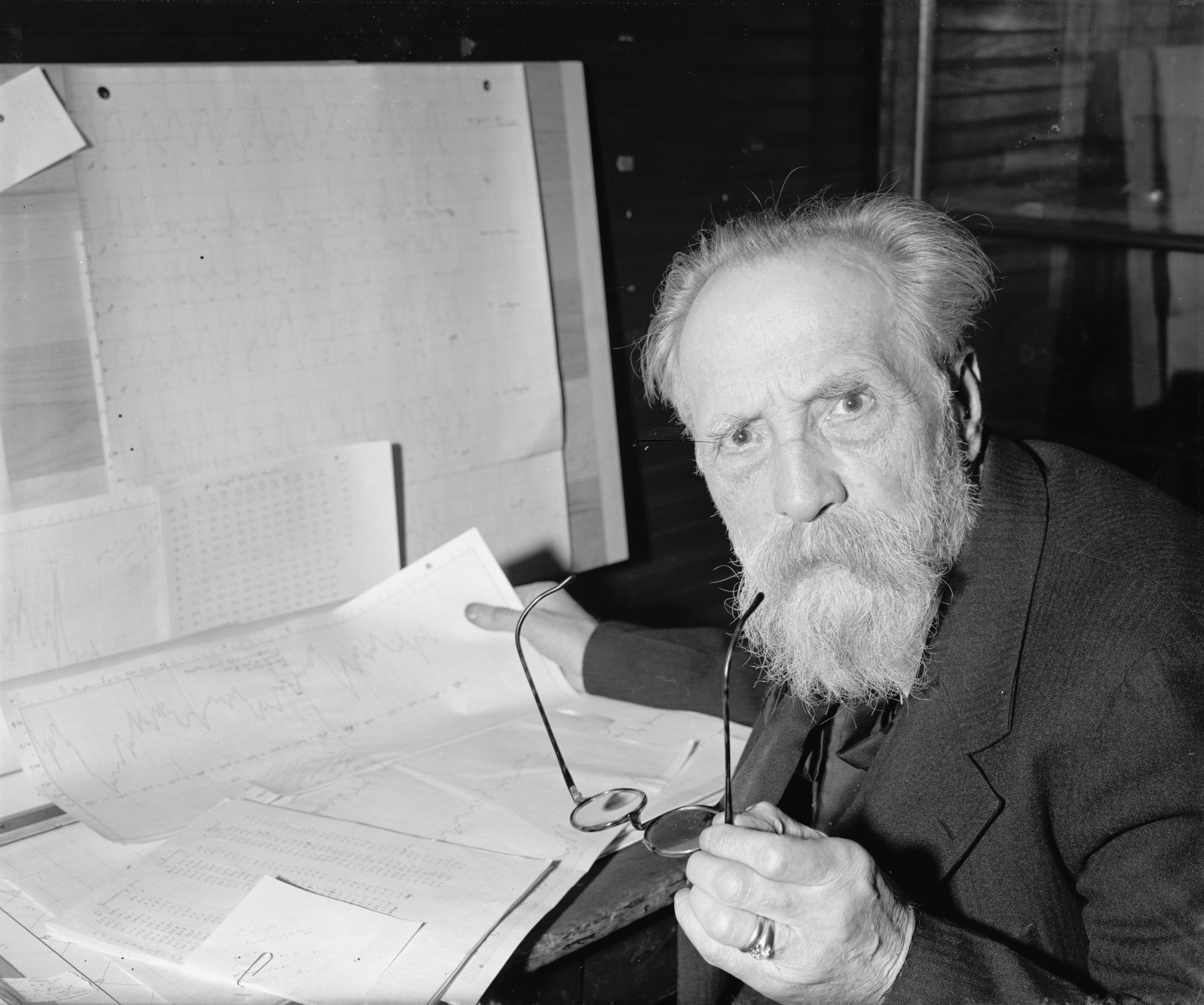
Henryk Arctowski

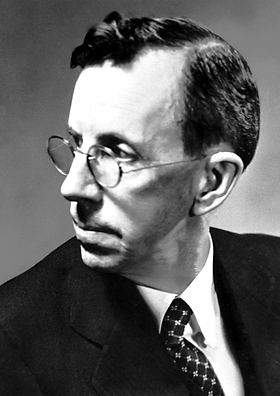
Clinton Joseph Davisson

- 1er janvier : Louis Blaringhem (né en 1878), botaniste français.

- 1er février : Clinton Joseph Davisson (né en 1881), physicien américain, prix Nobel de physique en 1937.
- 12 février : Douglas Hartree (né en 1897), mathématicien et physicien anglais.
- 21 février : Henryk Arctowski (né en 1871), géologue, océanographe et météorologue polonais.

- 25 mars : Paul Rivet (né en 1876), médecin et ethnologue français.

- 16 avril :
  - Karl Fischer (né en 1901), chimiste allemand.
  - Rosalind Franklin (née en 1920), cristallographe britannique.
- 23 avril : Knut Lundmark (né en 1889), astronome suédois.
- 25 avril : Charles Victor Mauguin (né en 1878), minéralogiste français.

- 1er mai : Fernand Bisson de La Roque (né en 1885), égyptologue et archéologue français.
- 2 mai : John R. Swanton (né en 1873), anthropologue américain.

- 20 juin : Kurt Alder (né en 1902), chimiste organicien allemand.

- 1er juillet : Harry Nicholls Holmes (né en 1879), chimiste et universitaire américain.
- 13 juillet : Maurice Caullery (né en 1868), zoologiste français.
- 25 juillet : Alexandre Schaumasse (né en 1882), astronome français.
- 28 juillet : Alvin Seale (né en 1871), ichtyologiste américain.
- 30 juillet : Florentino López Cuevillas (né en 1886), écrivain, historien et archéologue galicien.

- 7 août : Herbert Yardley (né en 1889), cryptologue américain.
- 13 août : Albert Graham Ingalls (né en 1888), chroniqueur scientifique et astronome amateur américain.
- 14 août : Frédéric Joliot-Curie (né en 1900), physicien français, prix nobel de chimie en 1935.
- 27 août : Ernest Lawrence (né en 1901), physicien américain, prix Nobel de physique en 1932.

- 14 octobre : Douglas Mawson (né en 1882), explorateur polaire et géologue australien.
- 16 octobre : Robert Redfield (né en 1897), anthropologue américain.
- 21 octobre : Jorge Bobone (né en 1901), astronome argentin.

- 4 novembre : Gilbert Walker (né en 1868), physicien et statisticien britannique.
- 24 novembre : Georges Dupont (né en 1884), chimiste français.

- 1er décembre : William Otto Brunner (né en 1878), astronome suisse.
- 12 décembre : Milutin Milanković (né en 1879), géophysicien serbe.
- 15 décembre : Wolfgang Ernst Pauli (né en 1900), physicien autrichien, prix Nobel de physique en 1945.
- 20 décembre : Constantin Brăiloiu (né en 1893), ethnomusicologue roumain.